# ヴィヴ・リチャーズ
サー・アイザック・ヴィヴィアン・アレクサンダー・リチャーズ（英語: Sir Isaac Vivian Alexander Richards、KNH、OBE、1952年3月7日 - ）は、アンティグア・バーブーダのセントジョンズ出身のクリケット選手。元クリケット西インド諸島代表。
セカンドネームのヴィヴィアンや、その短縮系のヴィヴという名前でも知られている。

## 略歴
クリケットの長い歴史の置いても屈指の選手。パワフルで攻撃的なスタイルの右打者としてだけでなく、優れた野手や巧みなオフスピンボウラー。2000年に100人の専門家による委員会によって20世紀を代表する5人のクリケット選手として、ドナルド・ブラッドマン、ガーフィールド・ソバーズ、ジャック・ホッブス、シェーン・ウォーンと共に選ばれている。2002年2月にはクリケットのバイブルとして知られるウィズデン・クリケッターズ・アルマナックによって、ワンデイ・インターナショナルの歴代で最高のバッツマンに選ばれており 、同年の2月にはワンデイ・インターナショナルだけでなくテストクリケットにおいても3番目に偉大なバッツマンに選ばれた。2013年にはウィズデン・クリケッターズ・アルマナックによって、150年間の歴代ワールドイレブンに選出された。息子のマリ・リチャーズもクリケット選手。
また、サッカーアンティグア・バーブーダ代表として、1974年のFIFAワールドカップの予選に出場した経験もある。